# Porvenir Velasco Airport
Porvenir Velasco Airport är en flygplats i Bolivia.   Den ligger i departementet Santa Cruz, i den nordöstra delen av landet, 700 km nordost om huvudstaden Sucre. Porvenir Velasco Airport ligger 178 meter över havet.
Terrängen runt Porvenir Velasco Airport är huvudsakligen platt, men åt sydväst är den kuperad. Trakten runt Porvenir Velasco Airport är nära nog obefolkad, med mindre än två invånare per kvadratkilometer..
I omgivningarna runt Porvenir Velasco Airport växer i huvudsak städsegrön lövskog.